# シャーロット・ビアーズ
シャーロット・ビアーズ（Charlotte Beers、1935年7月26日 - ）は、アメリカ合衆国の実業家、政治家。

## 生涯
テキサス州ボーモント出身。ベイラー大学を経て、ルイジアナ大学ラファイエット校にて人文学の学士号を取得。
1973年から1979年までJWT上級副社長。1979年から1988年までターサム＝レアード・アンド・カドナー最高執行責任者。1988年から1992年まで同社最高経営責任者。1992年から1996年までオグルヴィ・アンド・メイザー最高経営責任者。
ジョージ・W・ブッシュ（小ブッシュ）政権で2001年10月から2003年3月までアメリカ合衆国国務次官（公共外交・広報担当）を務める。

## 栄誉
1997年、雑誌フォーチュンから広告業界における業績を評価され、『アメリカで最もパワフルな女性』連載特集の開始号の表紙に採用された。1999年、イェール大学経営大学院経営幹部リーダーシップ研究所から『リーダーシップ記念賞』を受賞。